# Angela Fraunheim
Angela Fraunheim (* Mitte Juni 1964) ist eine deutsche Tischtennisspielerin. Sie gehörte in den 1980er Jahren zu den besten Spielerinnen der DDR und gewann zwei Titel bei DDR-Meisterschaften im Doppel.

## Werdegang
Fraunheim begann ihre Karriere beim Verein BSG Aufbau Großröhrsdorf, aus dem der Verein SG Großröhrsdorf hervorging. Hier spielt sie noch heute (April 2020) in einer Herrenmannschaft in der Kreisliga.
Bei den nationalen Meisterschaften der DDR wurde Fraunheim 1984 und 1986 zusammen mit Eva Kummer Meister im Doppel. 1983, 1984 und 1988 erreichte sie mit Siegfried Lemke das Endspiel im Mixed.
Angela Fraunheim war DDR-Nationalspielerin. Da sich die DDR jedoch ab 1972 im Tischtennis als Folge des Leistungssportbeschlusses international abkapselte, hatte Fraunheim kaum Gelegenheit, sich international zu profilieren.
Nach ihrer Heirat trat sie unter dem Namen Stanke auf.